# Телегус Володимир Силович
Телегус Володимир Силович — український вчений в галузі неорганічної хімії, кандидат хімічних наук, доцент кафедри неорганічної хімії Львівського державного університету імені Івана Франка.

## Життєпис
Телегус Володимир Силович народився 21 липня 1919 року у Києві. Навчався у Київському технологічному інституті легкої промисловості (1941), на хіміко-технологічному факультеті Львівської політехніки (1941-1946). У 1946-1951 роках - працівник Училища прикладного мистецтва. У 1951-1952 роках - механік, 1952-1960 роках - старший лаборант, 1960-1974 роках - асистент, з 1974 року - доцент кафедри неорганічної хімії Львівського університету. Учасник II Світової війни, партизан-підпільник, учасник визволення Києва. Помер 8 травня 1995 року у Львові.

## Наукові інтереси
Наукові інтереси Володимира Силовича Телегуса - неорганічна хімія, матеріалознавство та методика викладання хімії у вищих навчальних закладах.

## Громадська діяльність
Член державних комісій з української хімічної термінології і номенклатури та створення концепції хімічної освіти, член президії Львівського обласного правління хімічного товариства, один із засновників і керівників школи «Юний хімік», організатор учнівських хімічних олімпіад від шкільного до міжнародного рівнів. Був одним із членів журі Всеукраїнських олімпіад юних хіміків.

## Вибрані публікації
Автор близько 130 наукових праць, зокрема:
1. Фазовые равновесия в системах Zr—Re—B и W—Re—B (Порошковая металлургия, 1968, №8).
2. Трикомпонентні системи перехідних металів V—VII груп і вуглецю (Вісник Львівського університету, Серія хімічна, 1972, Випуск 14).
3. Основи загальної хімії (Львів, 2000). Концепція побудови підручника належить В.С. Телегусу, який розробив її на основі багаторічного педагогічного досвіду викладання загальної та неорганічної хімії, нагромадженого на кафедрі неорганічної хімії Львівського національного університету імені Івана Франка. У підручнику викладено основні поняття та закони хімії. Описано закономірності перебігу хімічних реакцій, розглянуто дисперсні системи, електрохімічні процеси, будову атомів, молекул і кристалів. Подано класифікацію та номенклатуру неорганічних сполук. Значною мірою йому вдалося реалізувати цю концепцію у текстах лекцій, що виходили друком окремими главами протягом 1991-1996 pp. Однак невблаганна смерть не дозволила Володимиру Силовичу завершити цю роботу, тому підготовку підручника до друку здійснювали вже без нього.

## Нагороди
- 1966 — Відмінник народної освіти
- 1988 — Медаль А. С. Макаренка

## Літературні джерела
Бодак О., Гладишевський Є. До 100-річчя кафедри неорганічної хімії // Вісник Львівського університету, Серія хімічна, 1995, Випуск 34. 
- Основи загальної хімії[недоступне посилання з жовтня 2019]

| Володимир Вернадський | Це незавершена стаття про українського науковця. Ви можете допомогти проєкту, виправивши або дописавши її. |